# Plasma ultra-froid
En ionisant un gaz obtenu par la technique de refroidissement d'atomes par laser on peut former des plasmas dits ultra-froids.

## Réalisation d'un plasma ultra-froid
Le premier plasma ultra-froid fut réalisé en 1999 au National Institute of Standards and Technology (NIST) à Gaithersburg (États-Unis) en photoionisant des atomes de xénon métastables (Killian 1999).
En choisissant la longueur d’onde du laser il semble a priori possible de choisir la température électronique du plasma. La différence entre l’énergie du photon et l’énergie d’ionisation de l’atome est presque entièrement transférée aux électrons sous forme d’énergie cinétique. Les atomes ayant une vitesse initiale faible, il en résulte que les ions ont aussi une faible température.

## Effet de la recombinaison à trois corps
En fait la recombinaison à trois corps (collisions entre deux électrons et un ion formant un atome neutre) entraîne un chauffage rapide des électrons élevant leur température à T~10 K et éloignant le système du régime corrélé.
En l’an 2000 l’observation du phénomène inverse de la recombinaison à trois corps fut réalisée (Robinson 2000).
Les recherches concernant les plasmas ultra-froids sont en pleine évolution et s’ouvrent vers des domaines très divers allant de l’étude spectroscopique à la recombinaison en atomes de Rydberg en passant par l’étude des fluctuations et instabilités induites par exemple par des champs externes. Mentionnons une approche très prometteuse, non encore réalisée en laboratoire, consistant à adapter les techniques de refroidissement laser d’atomes neutres qui pourraient permettre de piéger les plasmas d’ions non alcalins tout en les refroidissant.

## Applications possibles
Les plasmas ultra-froids ouvrent la porte à plusieurs types d’applications. Sur le plan fondamental, il y a un lien très étroit entre les plasmas ultra-froids et les expériences de formation d’antimatière (anti-hydrogène) lors de recombinaisons à trois corps au sein d’un plasma cryogénique d’antiprotons et d'anti-électrons (positrons).
En extrayant, à l’aide d’un champ électrique impulsionnel, les particules chargées présentes dans un plasma ultra-froid on peut espérer créer une source ultra-brillante d’électrons ou d’ions lents (Claessens 2005).

## Sources
1. (Killian 1999) T.C. Killian et al, Creation of an Ultracold Neutral Plasma Phys. Rev. Lett. 83, 4776 (1999)
2. (Robinson 2000) M.P. Robinson et al, Spontaneous evolution of Rydberg atoms into an ultracold plasma, Phys. Rev. Lett. 85, 4466 (2000)
3. (Claessens 2005) B. J. Claessens et al, Ultracold Electron Source Phys. Rev. Lett. 95, 164801 (2005)
4. (Killian 2006) T. C. Killian, et al Ultracold Neutral Plasmas